# Xenaploactis anopta
Xenaploactis anopta is een straalvinnige vissensoort uit de familie van fluweelvissen (Aploactinidae). De wetenschappelijke naam van de soort is voor het eerst geldig gepubliceerd in 1980 door Poss & Eschmeyer.